# 대량 살인
대량 살인(大量殺人)은 인간을 의도적으로 대량 살인하는 것을 말한다. "대량 살인"이라는 말은 모호한 표현이며 일반 보도로는 매우 모호하게 사용되고 있다. 대량 학살과도 비슷한 의미로 사용되고 있다. 아래는 둘의 차이이다.
대량 살인의 경우, 주로 "특정/불특정 여부에 관계없이 다수의 사람들에게 오로지 자신이 생각한 목적 단 하나(주로 복수)를 위해 신체적 위해를 가하는 행위"라고 할 수 있다. 버지니아 공대 총기 난사 사건이 대표적이다. 반면 대량 학살의 경우에는, "정치범이나 인종 및 기타 부분에서 자신이 속한 집단과는 다른 집단을 대상으로 신체적으로 또한 정신적으로 심각한 위해를 가하여 최종적으로 그것에 대한 말살을 목적으로 삼는 행위"라고 볼 수 있다. 홀로코스트나 T-4 작전의 경우가 대표적이다.
반면 이 둘에 대한 대우는 서로 비슷하다. 모두 전쟁중인 국가에서 발생시 국제적으로 전쟁범죄로 인식하고 처벌한다는 것이다. 즉 저지를 경우 국가나 UN의 손에 반드시 목숨을 빼앗길 각오를 해야할 정도의 중범죄라는 것이다.

## 같이 보기
- 인도에 반한 죄
- 대량살상무기
- 공동묘지
- 자살 공격
- 테러리즘
- 전쟁범죄